# Widowmaker (Band)
Widowmaker (auch bekannt unter dem Namen Dee Snider’s Widowmaker, um Verwechslungen mit mehreren gleichnamigen Bands zu vermeiden) war eine US-amerikanische Heavy-Metal-Band, die 1992 von Daniel Dee Snider (Sänger und Frontman von Twisted Sister) zusammen mit einigen anderen Bandmitgliedern von Twisted Sister nach deren zwischenzeitlicher Auflösung 1987 gegründet wurde.
Die Band veröffentlichte zwei Studio-Alben (Blood and Bullets, 1992 und Stand By for Pain, 1994), ohne dass ihr der große Durchbruch gelang. Während das erste Album in Fan- und Fachkreisen einige Anerkennung fand, war das zweite Album kein großer Erfolg. Aus diesem Grund, und nachdem Dee Snider 1997 nach der Wiedervereinigung zu seiner Band Twisted Sister zurückgekehrt war, löste sich Widowmaker im Jahr 2000 offiziell auf.

## Diskografie
Alben
- 1992: Blood and Bullets (Esquire Records)
- 1994: Stand By for Pain (CMC International)